# Puente de Génave
Puente de Génave es una localidad y municipio español de la provincia de Jaén, en la comunidad autónoma de Andalucía, perteneciente a la comarca de Sierra de Segura. Tiene una población de 2188 habitantes (INE 2024).

## Toponimia
El nombre de este pueblo viene dado por ser en época romana una ruta comercial hacia Génave de estos y por el puente romano que cruza el río Guadalimar (afluente del Guadalquivir), que a su vez parte el pueblo en dos; este no se debe confundir con el otro puente que posee este pueblo de construcción más tardía.

## Símbolos
Escudo

Medio cortado y partido: I cuartel: En campo de gules, un castillo de oro, esclarecido y almenado. II cuartel: En campo de plata, un pino sobre terraza, todo de sinople. III cuartel: En campo de plata, un puente de su color, de un sólo ojo, mazonado de sable, y aclarado de azur, rodeado en orla por la divisa en letras de sable: Perme ad eccelsa. Sobre el todo, una cruz de Santiago, de gules. Contorno hispano-francés y timbre de corona de infante. Estos últimos elementos externos deberían ser sustituidos por el contorno español, propio de nuestra heráldica nacional, y por la corona real cerrada, siguiendo la normativa en materia de heráldica municipal dictada por la Junta de Andalucía.

Bandera

## Geografía

### Situación
Se encuentra a 136 km de Jaén, a 75 km de Úbeda y a 26 km de Segura de la Sierra, siendo el Puente de Génave uno de los principales accesos a la Sierra, desviándose de la carretera  N-322  Bailén-Linares-Albacete. Queda representado en la hoja del MTN50: n.º 865 (enlace roto disponible en Internet Archive; véase el historial, la primera versión y la última). (2001). Siendo sus coordenadas: 38°21′N 02°48′O / 38.350, -2.800
| Noroeste: Segura de la Sierra                  | Norte: La Puerta de Segura | Noreste: La Puerta de Segura               |
| Oeste: Segura de la Sierra y Arroyo del Ojanco |                            | Este: La Puerta de Segura y Beas de Segura |
| Suroeste Arroyo del Ojanco                     | Sur: Beas de Segura        | Sureste: Beas de Segura                    |

### Climatología
| 2009                        | ene | feb | mar | abr | may | jun | jul | ago | sep | oct | nov | dic | Media |
| --------------------------- | --- | --- | --- | --- | --- | --- | --- | --- | --- | --- | --- | --- | ----- |
| Temperaturas medias (°C)    | 7   | 8   | 11  | 14  | 18  | 24  | 27  | 26  | 23  | 18  | 13  | 9   | 16,5  |
| Precipitaciones medias (mm) | 23  | 24  | 35  | 53  | 93  | 29  | 24  | 39  | 38  | 43  | 45  | 29  | 39,58 |

## Historia
El origen de la ciudad se remonta al siglo II a. C. con la construcción del Puente Viejo que formaba parte de la vía romana que unía el valle del Guadalquivir con Cartagena. En la fundación del pueblo influyó de manera importante la existencia de un molino que estaba situado junto al puente. En el primer tercio de siglo creció rápidamente por impulso de unas explotaciones mineras, actualmente abandonadas. Fue punto crucial del comercio entre Levante y Andalucía, por lo que se intentó construir un ferrocarril que nunca fue concluido. En época romana se mantuvo la importancia de este lugar como zona de paso pues en esta época se construyó el Puente Viejo, que aún hoy se conserva, y que formaba parte de la ruta que unía Cástulo con Cartagena.[cita requerida] Durante la ocupación musulmana se construyó en la aldea de Peñolite una fortaleza que hoy es conocida como Las Torres. En la actualidad los restos se conservan muy arrasados pero parece que este castillo, construido por los almohades, contó con cuatro torres de tapial y una serie de dependencias interiores. Tras la conquista cristiana estas tierras quedarían dentro del término de Segura de la Sierra. El municipio de Puente de Génave data de 1933, año en que se segregó de La Puerta de Segura y en la actualidad se configura como una localidad agrícola dedicada al cultivo del olivar. En el siglo XIX comenzará la agrupación de la población en el casco urbano de lo que hoy es Puente de Génave, pues hasta entonces dicha población se encontraba dispersa por varios núcleos como Pedro Henares, El Molino, Las Ánimas y La Mina. En esta época comienza también la construcción de la iglesia parroquial de San Isidro Labrador. Entre sus aldeas y cortijadas destacar Peñolite, Pedronares (antiguamente), El Tamaral y Los Avileses.

## Demografía
Puente de Génave cuenta con una población de 2188 habitantes (INE 2024).
| Gráfica de evolución demográfica de Puente de Génave entre 1940 y 2021 |
| |
| Población de derecho según los censos de población del INE Población de hecho según los censos de población del INEEn 1940 aparece este municipio porque se segrega del municipio La Puerta de Segura |

### Núcleos de población
| Núcleos de población                | Habitantes | Hombres | Mujeres | Distancia (km) |
| ----------------------------------- | ---------- | ------- | ------- | -------------- |
| Puente de Génave (Núcleo principal) | 2009       | 1013    | 996     | 0 km.          |
| Peñolite                            | 198        | 99      | 99      | 5 km           |
| El Tamaral                          | 9          | 6       | 3       | 4 km           |

En los últimos años se ha producido un aumento de población extranjera, principalmente de marroquíes y rumanos, que viven durante todo el año en el municipio, llegando a estar censados 79 extranjeros, a 1 de enero de 2009. También en la época de invierno, aumenta considerablemente la población, debiéndose este movimiento migratorio a buscar trabajo en la recolección de la aceituna.

## Economía

### Sector agrario
Al igual que otros pueblos limítrofes, buena parte de la economía del pueblo se basa en la agricultura, en concreto en la recolecta de la aceituna en su mayoría variedad picual para la posterior producción de aceite de oliva para lo cual existen la cooperativa "La Vicaria" y la cooperativa de 2.º grado/embotelladora "Olivar de Segura".

### Sector secundario
| Sector industrial        | Empresas |
| Construcción             | 14       |
| Industria                | 26       |
| Industria transformadora | 4        |
| Industria manufacturera  | 22       |
| Total                    | 66       |

### Sector terciario
| Sector comercial                                                                  | Empresas |
| Oficinas bancarias. Bancos (0), Cajas de ahorros (3), Cooperativas de crédito (1) | 4        |
| Empresas comerciales mayoristas                                                   | 10       |
| Empresas comerciales minoristas                                                   | 98       |
| Bares y restaurantes                                                              | 16       |

Destacan la fábrica de café "Sierra de Segura", de embutidos "Embutidos Peñolite" en Peñolite, la quesería "La Vicaria" y la embotelladora de aceite de oliva virgen extra "Olivar de Segura".

### Evolución de la deuda viva municipal
El concepto de deuda viva contempla sólo las deudas con cajas y bancos relativas a créditos financieros, valores de renta fija y préstamos o créditos transferidos a terceros, excluyéndose, por tanto, la deuda comercial.
| Gráfica de evolución de la deuda viva del Ayuntamiento de Puente de Génave entre 2008 y 2024                |
| |
| Deuda viva del Ayuntamiento de Puente de Génave, en miles de euros, según datos del Ministerio de Hacienda. |

## Administración y política

### Elecciones municipales
| Partido político                                       | Partido político | 1979 | 1983 | 1987 | 1991 | 1995 | 1999 | 2003 | 2007 | 2011 | 2015 | 2019 | 2023 |
| ------------------------------------------------------ | ---------------- | ---- | ---- | ---- | ---- | ---- | ---- | ---- | ---- | ---- | ---- | ---- | ---- |
| Vox                                                    |                  | -    | -    | -    | -    | -    | -    | -    | -    | -    | -    | -    | 6    |
| PSOE                                                   |                  | 5    | 5    | 5    | 7    | 7    | 7    | 7    | 8    | 7    | 7    | 6    | 4    |
| AP/PP                                                  |                  | -    | 6    | 6    | 4    | 4    | 4    | 4    | 3    | 4    | 4    | 5    | 1    |
| UCD                                                    |                  | 6    | -    | -    | -    | -    | -    | -    | -    | -    | -    | -    | -    |
| En negrilla el partido más votado                      |                  |      |      |      |      |      |      |      |      |      |      |      |      |
| Fuente: Datos de las elecciones municipales desde 1979 |                  |      |      |      |      |      |      |      |      |      |      |      |      |

### Alcaldía
| Periodo   | Nombre                                            | Partido |
| --------- | ------------------------------------------------- | ------- |
| 1979-1983 | Francisco García Hervás                           | UCD     |
| 1983-1987 | Carmen Rosario Jiménez Martínez                   | AP      |
| 1987-1991 | Carmen Rosario Jiménez Martínez                   | AP      |
| 1991-1995 | David Avilés Pascual                              | PSOE    |
| 1995-1999 | David Avilés Pascual                              | PSOE    |
| 1999-2003 | David Avilés Pascual 2000: Ramón Gallego Martínez | PSOE    |
| 2003-2007 | María Dolores López Martín                        | PSOE    |
| 2007-2011 | David Avilés Pascual                              | PSOE    |
| 2011-2015 | David Avilés Pascual                              | PSOE    |
| 2015-2019 | Ramón Gallego Martínez                            | PSOE    |
| 2019-2023 | Ramón Gallego Martínez                            | PSOE    |
| 2023-act. | Francisco García Avilés                           | Vox     |

## Patrimonio histórico-cultural
- Castillo de Peñolite
- Central Hidroeléctrica Electra San Juan
- Plaza de toros

## Medios de comunicación
Prensa
Se venden los periódicos de tirada nacional, así como deportivos, y de ámbito provincial Ideal de Jaén y el Diario Jaén, ambos tienen corresponsal en la Sierra de Segura. El Diario Jaén edita cada dos meses para la comarca, La voz de Sierra de Segura, donde se recogen noticias de actualidad. También destacar la edición del semanario "Nuevo Puente" por parte del ayuntamiento donde se recogen noticias de la localidad.
Radio
Hay una emisora para la comarca, Radio Sierra, ubicada en la La Puerta de Segura. También la emisora de la Ser El Condado con sede en Santisteban del Puerto, asociada a la cadena SER, recoge noticias de la zona.
Televisión
En el año 2010 Puente de Génave accedió a la televisión digital terrestre, al igual que en el resto de las ciudades y municipios españoles. Se reciben los canales de Andalucía (RTVA) y por su localización colindante también los de Castilla-La Mancha (RTVCM).
Internet
En el Puente de Génave, la web del Ayuntamiento, informa de los servicios municipales, así como de los temas de interés para los ciudadanos. En el año 2009, el municipio contaba con 353 líneas de banda ancha.
También citar la compañía local de ADSL Segura Wireless ver su web.

## Festejos
Fiestas en honor de San Isidro, 15 de mayo
En nuestra localidad se celebra las fiestas patronales en honor a san Isidro Labrador en torno al día 17 de mayo, festividad del protector de los agricultores. El Ayuntamiento organiza concursos deportivos y distintas actuaciones culturales; sin duda, uno de sus principales reclamos es la suelta de vaquillas que atrae a un numeroso grupo de visitantes de las localidades vecinas. Famosas por su charanga. Cada uno de los cuatro días que duran los festejos, finaliza con una animada verbena que congrega, hasta el amanecer, a un numeroso público.
Fiestas de agosto, 27 de agosto
Durante el penúltimo fin de semana de agosto, se desarrolla la fiesta del emigrante que tiene como finalidad celebrar el reencuentro con familiares y amigos que residen fuera de su municipio natal y que destacan por las amenas verbenas que refrescan estas noches de verano. Uno de los platos fuertes de esta fiesta es la cucaña que se celebra en la piscina municipal. Anteriormente ésta se celebraba en el río atrayendo a muchas personas para participar y ver el concurso. Este año (2009) debido a la riada de agosto no se pudo celebrar por las inundaciones pero seguro que el año que viene se continuará con este gran concurso que atrae a muchas personas para participar y para pasar un buen momento.